# Antonio Abbondi
Antonio Abbondi oder Abbondio, genannt Lo Scarpagnino. (* letztes Viertel des 15. Jahrhunderts in Grosio; † 26. November 1549 in Venedig) war ein venezianischer Bildhauer und Architekt. Tätig war er fast ausschließlich in Venedig.

## Leben und Werk
Abboni stammte aus dem Dorf Grosio, gelegen zwischen Bormio und Tirano im Valtellina.
Die frühesten Dokumente über ihn datieren aus dem Jahr 1505, als er zusammen mit Giorgio Spavento als leitender Baumeister am Wiederaufbau des Fondaco dei Tedeschi, der durch einen Brand zerstört worden war, ernannt wurde. 1508 war der Bau vollendet, und Tizian und Giorgione konnten mit der Außenbemalung beginnen. Ebenfalls 1505 wurde er mit dem Entwurf und dem Bau der Kirche San Sebastiano in Venedig beauftragt.

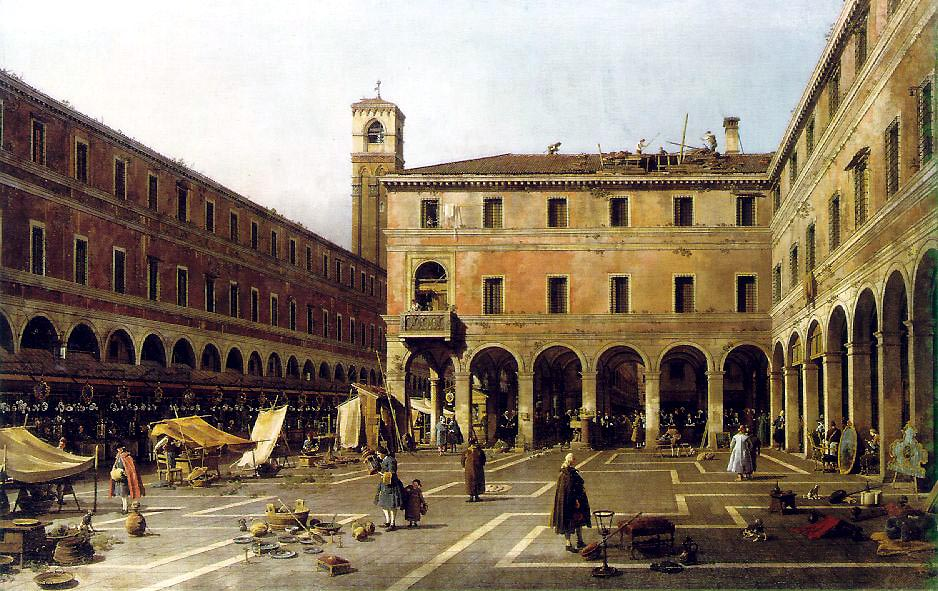
Canaletto:Campo di Rialto

Am 10. Januar 1514 brach am Rialto ein Brand aus, dem das gesamte Viertel zum Opfer fiel, darunter viele Geschäfte und Handwerksbetriebe sowie eine der ältesten Kirchen Venedigs, San Giovanni Elemosinario. San Giovanni E. stand unter dem besonderen Patronat der Dogen und war jedes Jahr Ziel einer der prunkvollen Dogenprozessionen. Der Senat der Republik beauftragte danach Scarpagnino mit dem Neubau des Marktviertels und der Kirche. Scarpagnino richtete sein Augenmerk vor allem darauf, die Markthallen übersichtlich und nach allen Regeln der Sicherheit mit großen Bogengängen zu errichten. Auch das Hauptportal der Kirche fügt sich in diese Bogenstruktur ein. San Giovanni Elemosinario wurde in der alten Grundform, aber im neuen Stil der Renaissance erbaut und 1531 unter der Regierung des Dogen Andrea Gritti fertiggestellt. Der am Rialto gelegene Palazzo dei Dieci Savi war ebenfalls vom Brand zerstört worden, wurde unter seiner Leitung wiederaufgebaut und konnte 1521 bezogen werden. Dieser Bau wurde Vorbild für die folgenden Verwaltungsbauten des Quartiers.
Weiterhin war er am Bau der Kirche San Faustino beteiligt, die nach seinem Tod von Jacopo Sansovino vollendet wurde. 1520 war er mit Francesco Lurano an der Restaurierung des Ponte Pietra in Verona beschäftigt.
Von 1527 bis 1549 war Scarpagnino Bauleiter der Scuola Grande di San Rocco, für die er zwischen 1544 und 1546 das eindrucksvolle neue Treppenhaus errichtete. Das Treppenhaus ist ein eigener Bauteil, in dem die Bauaufgaben Tor, Treppe und Kuppel zu einem harmonischen Ganzen verbunden sind. Die beiden mit Tonnen überwölbten Treppenläufe treffen sich auf einem gemeinsamen Podest, von dem aus eine einzige breite Treppe in den oberen Saal führt. Vom Zwischenpodest aus reichen die Wände bis zur Geschosshöhe des oberen Saals. Eine Pendentifkuppel überwölbt das abschließende Podest, von dem aus man in den Saal gelangt. Wie die Scala d’oro im Dogenpalast tragen alle Bauglieder Reliefs mit figürlichem oder ornamentalem Dekor.
Weitere Bauten in Venedig, an denen Scarpagnino beteiligt war, sind der Palazzo Contarini dalle figure, den wahrscheinlich 1505 Spavento begonnen hatte, der aber erst 1546 unter Scarpagnino fertiggestellt wurde.
Seit 1527 war er Mitglied der Bruderschaft der Scuola Grande di San Marco. Für den Altar im Großen Saal der Scuola stellte er ein Modell her.
In seinem Testament vom 27. Juli 1548 vermachte er seine Häuser in Venedig und ein Haus mit Grundbesitz in Zianigo seiner Frau Orsa und seinem Sohn Giambattista. Den Rest des Vermögens erbte sein Sohn Marco, genannt Scapellino (= das Meißelchen), der ebenfalls Baumeister war und mit dem er oft zusammengearbeitet hatte.